# Jiří Bulis
Jiří Bulis (3. října 1946 Chomutov – 12. května 1993 Olomouc) byl český hudebník, skladatel a klavírista, autor filmové, divadelní, scénické i jazzové hudby.

## Život
Jméno skladatele Jiřího Bulise je spjato zejména s brněnskou divadelní scénou, nicméně autor sám pochází ze severních Čech. Narodil se v Chomutově a po složení maturity na místním gymnáziu se přesunul do Brna, kde studoval hudební výchovu na Pedagogické fakultě Univerzity Jana Evangelisty Purkyně a v letech 1966–1971 kompozici na Janáčkově akademii múzických umění. Po ukončení studií se nejprve živil jako učitel na Vejvanovského konzervatoři v Kroměříži, od konce sedmdesátých let se již ale naplno věnoval pouze skládání. Bulis zemřel ve 46 letech při automobilové nehodě 12.  května 1993 na rychlostní silnici mezi Olomoucí a Prostějovem, poté, co nezvládl řízení na své cestě z Brna do Ostravy. Poslední rozloučení s Jiřím Bulisem proběhlo na hřbitově v Prostějově.

## Divadlo
Těžiště Bulisovy tvorby nepochybně spočívá v komponování hudby k divadelním představením. Nejvíce spolupracoval s prostějovským HaDivadlem a brněnským Divadlem na provázku, ale jeho hudba byla použita i v inscenacích jiných divadel. Hudbu Jiřího Bulise je možné slyšet i v představeních, která vznikají v současné době.
Již v polovině šedesátých letech složil Jiří Bulis hudbu pro chomutovské Divadlo v podloubí pro kabaretní představení Růže a dvě kosti stehenní. Na počátku sedmdesátých let začala éra jeho spolupráce s Divadlem na provázku, kde skládal hudbu především pro představení Boleslava Polívky. Bulis se v několika inscenacích Divadla na provázku objevil i v menších rolích (obvykle jako klavírista, ale ztvárnil například i nohy Alenky a Žvahlava).

### Divadlo na provázku
- Am a Ea (1973)
- Pépe (1974)
- Pezza versus Čorba (1975)
- Trosečník (1977)
- Poslední leč (1981)
- Šašek a královna (1983)
- Terapie (1985)
- Seance (1987)

Od roku 1977 se Bulis věnoval tvorbě pro prostějovské HaDivadlo. Spolupracoval ale i s jinými scénami, např. se zlínským Divadlem pracujících. Na počátku osmdesátých let složil hudbu pro inscenace Ivo Krobota v pražském Činoherním klubu. Dále psal pro pražské Dejvické divadlo nebo královéhradecké loutkové Divadlo DRAK.

### HaDivadlo
- Bylo jich 5 a 1/2, Guma, Návrat ztraceného syna, Panoptikum, Pouť k milosrdným a další

### Činoherní klub
- Bouře, Marianiny rozmary, Něžný barbar, Rodina Tótů

V posledních letech se stala Bulisova hudba inspirací pro vznik komponovaných pořadů věnovaných speciálně Bulisově tvorbě (viz níže), ale zaznívá i v jiných divadelních představeních. Bulis je například oblíbeným skladatelem režiséra Vladimíra Morávka, který jeho hudbu použil ve svých nezapomenutelných inscenacích Hamlet a Maryša, popravdě však Mařka čili To máš za to, bestijó! uvedených v královéhradeckém Klicperově divadle.

### Pásma písní
- HaDivadlo – Proklatec aneb Soireé s písněmi J. Bulise ve zmizelé kavárně Kolbaba (scénář a režie Arnošt Goldflam). (V názvu představení je zmíněna Bulisova oblíbená kavárna.)
- Divadlo v Dlouhé, Praha – Kabaret Prévert-Bulis (scénář a režie Jan Borna).

## Texty
K mnoha svým skladbám si Jiří Bulis psal texty sám. Většinou jsou prostoupeny temně melancholickou poetickou linkou a obstály by jistě i jako samostatné básnické útvary (např. Anděl radosti, Jedno jméno, Nekonečný valčík nebo jeho patrně nejznámější skladba Hosté na zemi). V ostatních případech Bulis často sahal k básním známých autorů. Zhudebnil například některé básně Sergeje Jesenina. Dále spolupracoval s Janem Vodňanským nebo Zdeňkem Šlaisem. Lahůdkou jsou pak jistě skladby „Deštník z Piccadilly“ s textem Jaroslava Seiferta a „Svítá, Marie“ na text Daniila Charmse.

## Film
Originální Bulisova hudba byla použita v řadě filmů, mimo jiné i ve snímcích Juraje Jakubiska nebo Věry Chytilové.

### Hudba k filmům
- Dědictví aneb Kurvahošigutntag (1992) – režie Věra Chytilová
- Lepší je být bohatý a zdravý než chudý a nemocný (1992, spolu s Milošem Krkoškou) - režie Juraj Jakubisko
- Svědek umírajícího času (1990) – režie Miloslav Luther
- Zvláštní bytosti (1990) – režie Fero Fenič
- Chodník cez Dunaj (1989) – režie Miloslav Luther
- Sedím na konári a je mi dobre (1989) – režie Juraj Jakubisko
- Štek (1988) – režie Miloslav Luther
- Šašek a královna (1987) – režie Věra Chytilová
- Poslední leč (1981) – režie Vladimír Sís

## Televize
Jiří Bulis je autorem hudby pro více než 30 televizních filmů a inscenací (Faust, Hedvika, Jan houslista, Komtesa Mary, Náledí, Narozeniny, Víc než případ, Zjasněná noc, Zlatý drak aj.). Složil také hudbu pro několik dílů tehdy oblíbeného seriálu Bakaláři.

## Diskografie
Během autorova života nedošlo k vydání jeho vlastního alba, Bulisovy práce se proto často dochovaly jen ve formě amatérských zvukových nahrávek rozptýlených po různých archívech a soukromých sbírkách. Přesto po Bulisově smrti vyšlo několik kompilací, které kvalitně mapují jeho tvorbu. Vynikající album Tiché písně například vzniklo ze záznamu jednoho z Bulisových proslulých vánočních večírků (nahrávku pořídil Jan Beránek v roce 1981).
- Tiché písně (Sony Music Bonton, 1998) – Nejznámější skladby nazpívané Jiřím Bulisem za vlastního klavírního doprovodu.
- Hosté na Zemi (HaDivadlo, 1998) – Písně Jiřího Bulise nazpívané herci HaDivadla pro inscenaci Proklatec aneb Soireé s písněmi J. Bulise ve zmizelé kavárně Kolbaba (scénář a režie Arnošt Goldflam).
- Works / Věci (Wolf Records, 2005) – Sebrané originální nahrávky zpívaných i instrumentálních (scénických) skladeb.
- Kdo neví co s láskou (Divadlo v Dlouhé, 2005) – Písně Jiřího Bulise z inscenace Kabaret Prévert-Bulis v podání herců pražského Divadla v Dlouhé (scénář a režie Jan Borna).

V roce 2015 vyšlo tribute album Hommage à Jiří Bulis iniciované Martinem Kyšperským ve spolupráci s Bulisovou dcerou Lucií Dlabolovou.